# Die Schwindler (Film)
Die Schwindler ist ein italienisch-französisches Spielfilmdrama in schwarz-weiß aus dem Jahre 1955 von Federico Fellini mit Broderick Crawford und Richard Basehart in den Titelrollen. Die weibliche Hauptrolle übernahm Fellinis Ehefrau Giulietta Masina.

## Handlung

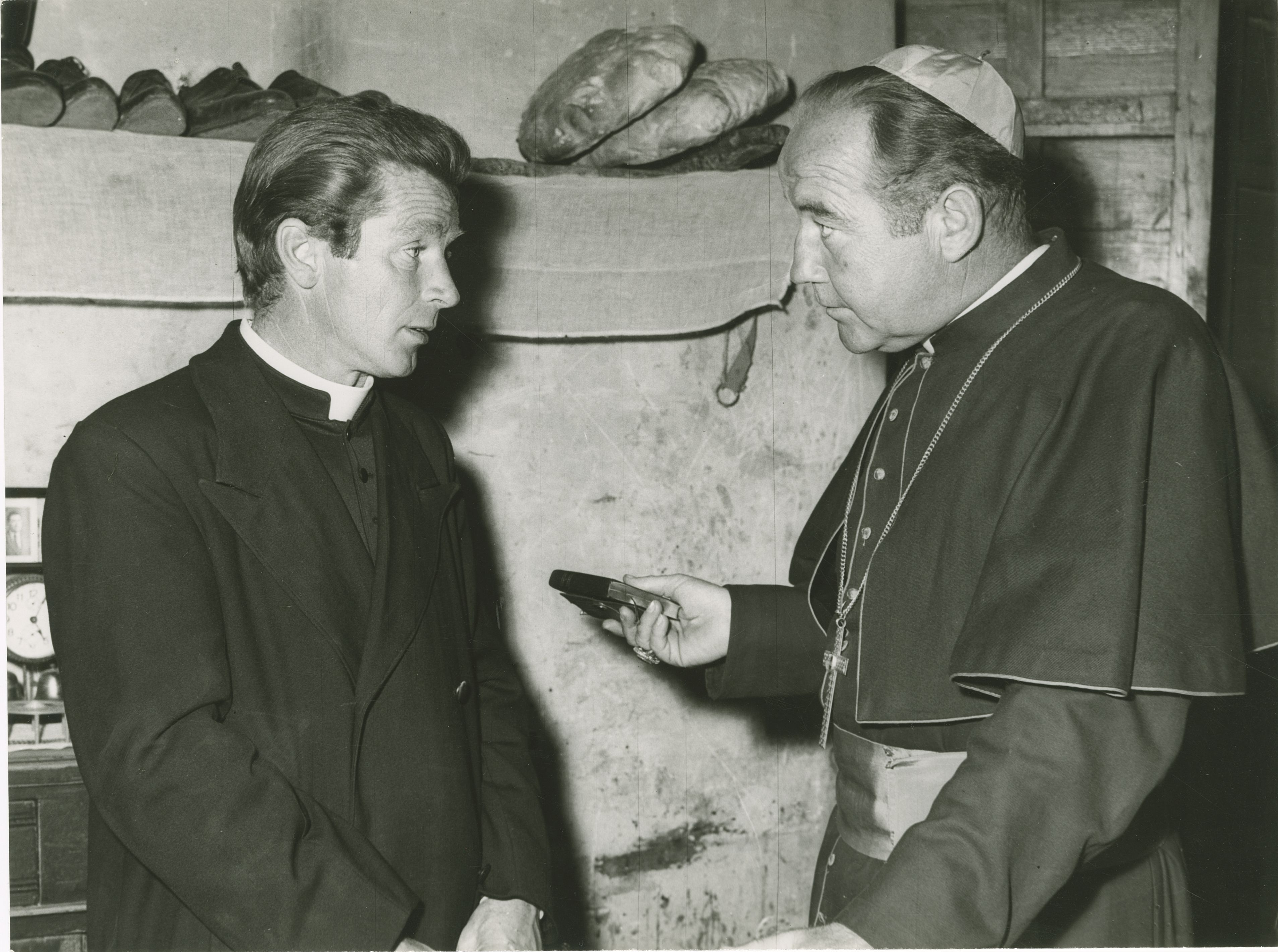
Broderick Crawford und Richard Basehart in einer Filmszene

Drei Kleinganoven, der stämmige, alternde Augusto, sein eher gutmütig-skrupelbehafteter Kumpel Carlo, den alle nur „Picasso“ nennen, weil er ein (freilich erfolgloser) Maler ist, und der noch junge, blonde Roberto, haben sich darauf spezialisiert, leichtgläubige Menschen zu betrügen und sie nach allen Regeln der Kunst auszunehmen. Als besonders lohnende Opfer erscheinen ihnen leichtgläubige Bauern. In der Tracht von geistlichen Würdenträgern getarnt, ziehen sie durch die Lande und nehmen den einfachen Menschen, die sich der Kirche und dem katholischen Glauben eng verbunden fühlen, das Geld aus der Tasche. Selbst arme Slumbewohner werden ausgenommen, als man ihnen beispielsweise neue Unterkünfte gegen Vorauszahlungen verspricht und sie gefälschte Verträge unterschreiben lässt. Augusto ist der skrupelloseste von allen, ein bulliger Typ mit dem Gemüt eines Fleischerhundes, dem Gewissen eines Nihilisten und dem Habitus eines Biedermanns. Der sensible Carlo alias Picasso hingegen hat ein notorisch schlechtes Gewissen, er kann mit seinen Missetaten nicht gut leben und schämt sich vor seiner Frau Iris.
Als Augusto eines Tages seine 18-jährige Tochter Patrizia wiedertrifft, die er lange nicht mehr gesehen hatte, will er ihr helfen, ihre ambitionierten Lebenspläne zu verwirklichen. Doch gerade in diesem Moment tritt die Polizei auf den Plan und verhaftet Augusto wegen seiner Gaunereien vor den Augen Patrizias. Augusto ist dies fürchterlich unangenehm, und aus der Scham entwickelt sich während seines anschließenden Gefängnisaufenthalts ein Hinterfragen des eigenen Verhaltens. Zwar schlägt er nach seiner Haftentlassung erneut die alten Pfade der Gaunereien ein, diesmal mit neuen Partnern, doch die innere Einkehr hinterlässt erste Spuren. Auf einem Bauernhof, in dem Augusto mit seinen Ganovenkumpeln mal wieder eine Bauernfamilie über den Tisch ziehen will, begegnet er einem sehr gläubigen, gelähmten Mädchen, das ihn, der nunmehr im Gewand eines Bischofs auftritt, um seinen Segen bittet. Derart gerührt von ihrer Unschuld und ihrem inneren Strahlen trotz ihres schweren Schicksals, bringt der sichtlich berührte Gauner es nicht übers Herz, die Bauersleute abzuzocken und will dem Kind und ihren Eltern stattdessen die dort bereits erbeutete Geldsumme wieder zurückgeben. Darüber sind Augustos Kumpane derart erbost, dass sie ihren Anführer windelweich prügeln. Sie finden versteckt in seinen Kleidern die Beute – es bleibt offen, ob er das Geld wirklich später zurückgeben oder nur seine Komplizen betrügen wollte – sie sind jedenfalls sicher, dass er ihnen ihren Anteil vorenthalten wollte. Schwer verletzt bleibt der von seinen Mitganoven ausgeplünderte Augusto zurück und stirbt schließlich einsam und verlassen im Nirgendwo.

## Produktionsnotizen
Die Schwindler entstand im Frühjahr 1955 u. a. in Marino (Latium) während des Sagra dell'uva-Festes und wurde am 9. September 1955 im Rahmen der Biennale in Venedig, wo er für den Goldenen Löwen nominiert war, erstmals der Öffentlichkeit vorgestellt. Der Massenstart in Italien war am 7. Oktober 1955. In der Bundesrepublik Deutschland konnte man den Film ab dem 23. August 1957 sehen.
Dario Cecchi zeichnete für die Filmbauten und die Kostüme verantwortlich, der spätere Italowestern-Regisseur Giuseppe Colizzi war Aufnahmeleiter.
Giulietta Masina und Richard Basehart, die sich bereits aus dem im Vorjahr (1954) entstandenen Fellini-Meisterwerk La Strada – Das Lied der Straße kannten, sollten nach diesem Film 1959 in Deutschland erneut aufeinandertreffen, als sie gemeinsam in Jons und Erdme spielten.

## Kritiken
Federico Fellini äußerte sich selbst wie folgt zu seinen Intentionen:

„Wir haben uns bemüht, diese Geschichte von einer italienischen Konvention zu befreien, die die Schwindler aller Zeiten als lustige Helden komischer Abenteuer und Schlaumeier darzustellen liebt; andererseits wollten wir diese Begebenheit auch nicht wie einen Gangsterfilm erscheinen lassen.“

Nachfolgend eine kleine Kritikauswahl aus dem In- und Ausland:

„Fellinis Dämmerung, die Gründe sind immer die gleichen und im Metaphysischen und in den Symbolismen zu verorten […] Der Film wirkt fast wie aus Bauteilen zusammengesetzt: Man findet in ihm die immer gleichen Komponenten, auch im Formalen, aus früheren Werken, ähnliche Sequenzen wie das Schreien des Kindes oder das Pferd aus La strada ... Picasso spricht und verhält sich wie der Narr, und seine Frau Iris hat die Bewegungen und den Tonfall Gelsominas.“

„Mit „Die Schwindler“ hatte Fellini jegliche Leichtigkeit aufgegeben; die Tragik überwiegt, und einen Anflug von Menschlichkeit muß ein vom Saulus zum Paulus geläuterter Gauner mit dem Leben bezahlen.“

„Der Film ist nicht frei von Sentimentalität, hat jedoch großartige Szenen, in denen der Alltag eines tristen Lebens deutlich wird – durch realistische Milieuschilderungen und vor allem durch den qualvollen, einsamen Tod des Protagonisten, dem seine erste gute Tat zum Verhängnis wird.“

„Zavattini hatte Fellini wegen eines, wie er meinte, Verrats am Neorealismus kritisiert; mit Il bidone gab Fellini die Antwort darauf, indem er den Film visuell im Stil des Neorealismus drehte, aber dessen Sentimentalität aufdeckte, da der neorealistische Film es unterließ, die erniedrigende Wirkung der Armut zu zeigen.“

„Meisterwerk des italienischen poetischen Realismus, nicht ohne Sentimentalität, aber mit faszinierender Darstellung des tristen Milieus. Ein komplizierter und komplexer Film Fellinis, dessen sozialkritische und christliche Perspektiven sich erst auf den zweiten Blick erschließen.“

Bosley Crowther schrieb anlässlich der US-amerikanischen Erstaufführung von Die Schwindler” in der New-York-Times-Ausgabe vom 20. November 1964: „Es handelt sich um, kurz gesagt, einen offensichtlich billig hergestellten Krimi, sehr stark gefühlslastig und dadurch den beiden Filmen, zwischen denen er gedreht wurde, unterlegen. Aber er beinhaltet einige sehr starke Fellini-Momente und Anhäufung von Stimmungen, die das Ganze sehenswert machen Und es gibt gute Schauspielerleistungen zu sehen. […] Broderick Crawfords Darstellung als Schwindler ist schwerfällig … mit einem eigenen Hang zu Schauspielerposen in den Gaunerszenen. Richard Basehart zeigt eine Tendenz zur Rührseligkeit als sein Kumpel, der ein Familienmensch ist, und Giulietta Masina spielt, ohne sich sonderlich herauszuheben, seine argwöhnische Ehefrau.“